# Wereldkampioenschappen tafeltennis 2015
De wereldkampioenschappen tafeltennis 2015 werden van 26 april tot en met 3 mei gehouden in het Suzhou International Expo Center in de Chinese stad Suzhou.
De wereldkampioenschappen tafeltennis vinden sinds 1926 plaats en worden georganiseerd door de ITTF. In de even jaren vinden de wereldkampioenschappen landenteams (mannenteams en vrouwenteams) plaats en in de oneven jaren de individuele kampioenschappen (mannen- en vrouwen enkelspel, mannen- en vrouwen dubbelspel en de gemengddubbel).
Op het programma stonden vijf onderdelen:
- Enkelspel mannen. Regerend kampioen was  Zhang Jike.
- Enkelspel vrouwen. Regerend kampioen was  Li Xiaoxia.
- Dubbelspel mannen. Regerend kampioenen waren  Chen Chien-an en  Chuang Chih-yuan.
- Dubbelspel vrouwen. Regerend kampioenen waren  Guo Yue en  Li Xiaoxia.
- Gemengd dubbel. Regerend kampioenen waren  Kim Hyok-bong en  Kim Jong.

Er werden geen landenteamwedstrijden gespeeld deze editie.

## Medailles

### Medaillewinnaars
| Onderdeel        | Goud                  | Zilver                           | Brons                                                |
| Enkelspel (m)    | Ma Long               | Fang Bo                          | Fan Zhendong Zhang Jike                              |
| Enkelspel (v)    | Ding Ning             | Liu Shiwen                       | Mu Zi Li Xiaoxia                                     |
| Dubbel (m)       | Xu Xin Zhang Jike     | Fan Zhendong Zhou Yu             | Lee Sang-su Seo Hyun-deok Kenta Matsudaira Koki Niwa |
| Dubbel (v)       | Liu Shiwen Zhu Yuling | Ding Ning Li Xiaoxia             | Feng Tianwei Yu Mengyu Li Jie Li Qian                |
| Dubbel (gemengd) | Xu Xin Yang Ha-eun    | Maharu Yoshimura Kasumi Ishikawa | Kim Hyok-bong Kim Jong Wong Chun-ting Doo Hoi Kem    |

### Medailleklassement
Dubbelparen uit verschillende landen gelden ieder als 0,5.
| Plaats | Land        | Goud | Zilver | Brons | Totaal |
| 1      | China       | 4,5  | 4      | 4     | 12,5   |
| 2      | Zuid-Korea  | 0,5  | 0      | 1     | 1,5    |
| 3      | Japan       | 0    | 1      | 1     | 2      |
| 4      | Hongkong    | 0    | 0      | 1     | 1      |
| 4      | Noord-Korea | 0    | 0      | 1     | 1      |
| 4      | Singapore   | 0    | 0      | 1     | 1      |
| 7      | Nederland   | 0    | 0      | 0,5   | 0,5    |
| 7      | Polen       | 0    | 0      | 0,5   | 0,5    |
| Totaal | Totaal      | 5    | 5      | 10    | 20     |